# Connettività cerebrale

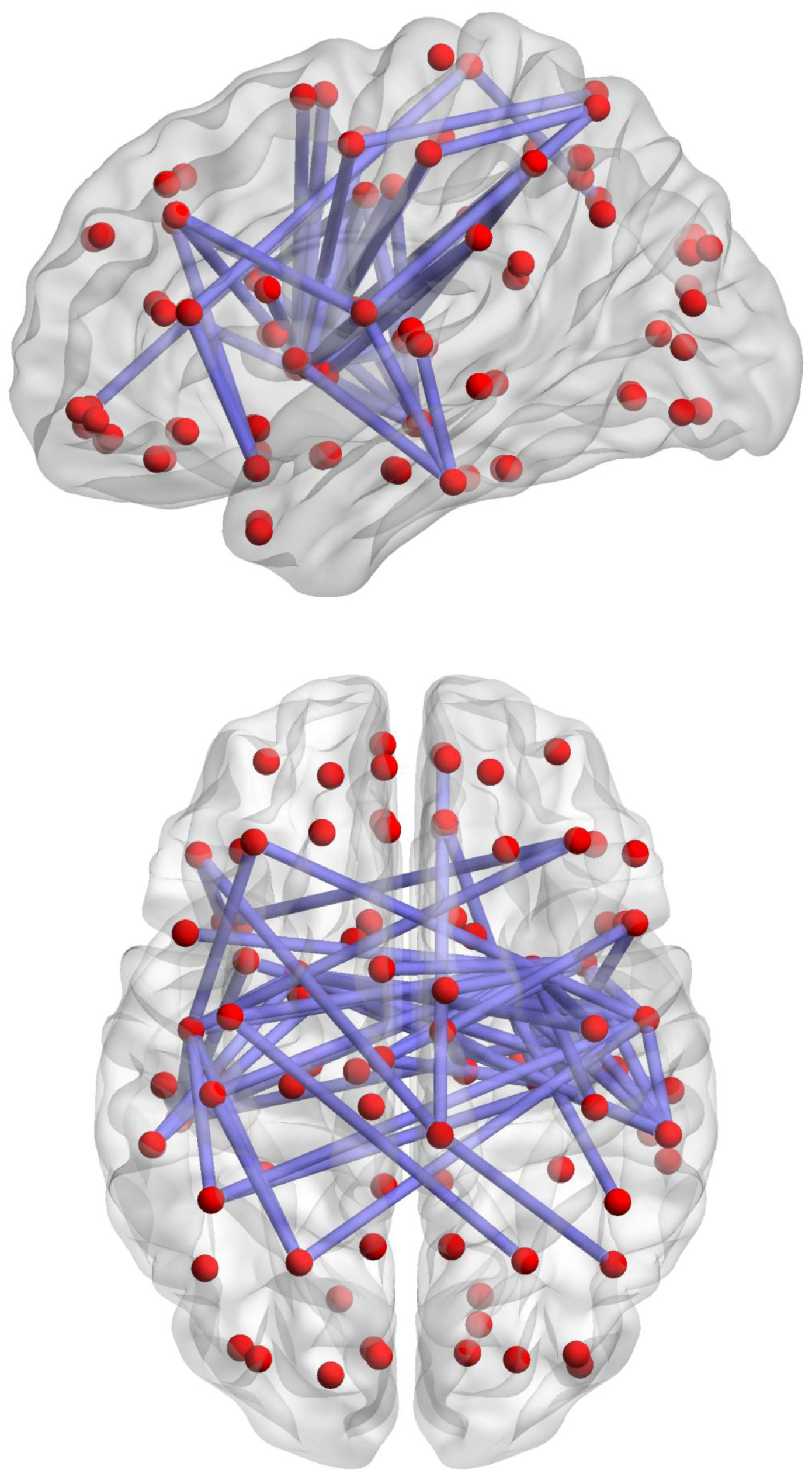
Vista sagittale and assiale di un cercevello umano in cui alcune aree sono connesse

Con connettività cerebrale si riferisce all'intricata rete di collegamenti tra diverse aree del cervello, facilitando la comunicazione, l'integrazione e il coordinamento di varie funzioni. Svolge un ruolo fondamentale nella comprensione sia della struttura che della funzione del cervello.
La connettività cerebrale si riferisce all'uso fondamentale di rappresentare un cervello con le sue connessioni fondamentali, questo è anche chiamato connettoma. Inoltre, la connettività cerebrale si basa fortemente su strumenti matematici provenienti dalla matematica, in particolare reti complesse.  Questo articolo esplora i diversi aspetti della connettività cerebrale, compresa la connettività strutturale e funzionale e la relazione con reti complesse.

## Tipi di connettività cerebrale

### Connettività strutturale
La connettività strutturale rappresenta le connessioni fisiche tra le diverse regioni del cervello. Queste connessioni sono tipicamente composte da tratti di sostanza bianca, che sono fasci di fibre nervose mieliniche. Questo può essere ottenuto dalla ricostruzione di tratti da fette di biopsie, o meno invasivamente utilizzando la risonanza magnetica.
Le caratteristiche principali della connettività strutturale includono:

#### Tratti di materia bianca
La materia bianca è costituita da assoni mielini, che consentono la rapida trasmissione degli impulsi nervosi tra diverse regioni del cervello. Alcuni dei tratti più importanti della sostanza bianca includono il corpo calloso, il fornice e la capsula interna. Questi tratti svolgono un ruolo cruciale nel facilitare la comunicazione tra emisferi e specifiche regioni del cervello. 

#### Connettività della materia grigia
Oltre ai tratti di sostanza bianca, la connettività della materia grigia si riferisce all'intricata rete di connessioni interneuronali all'interno di specifiche regioni del cervello, e si quantifica come correlazione della morfologia locale della materia grigia. Infatti, questo è talvolta chiamata connettività morfologica. Queste connessioni sono essenziali per l'elaborazione e il calcolo locali. Ad esempio, la corteccia cerebrale contiene complessi circuiti locali che elaborano le informazioni sensoriali, controllano le funzioni motorie e supportano i processi cognitivi di ordine superiore. 

### Connettività funzionale
Per connettività funzionale si riferisce alla correlazione temporale dell'attività neurale tra diverse regioni del cervello. Rivela come diverse regioni lavorano insieme durante compiti specifici o in uno stato di riposo. Due aspetti principali della connettività funzionale sono: 

#### Connettività funzionale allo stato di riposo
La connettività funzionale dello stato di riposo esamina le correlazioni nell'attività neurale quando un individuo è a riposo. Questo viene tipicamente valutato utilizzando la risonanza magnetica funzionale (fMRI). La connettività dello stato di riposo fornisce approfondimenti sull'organizzazione intrinseca del cervello ed è cruciale per comprendere la Default mode network (DMN), che è associata al pensiero autoreferenziale e al vagabondaggio mentale.

#### Connettività funzionale basata su attività
La connettività funzionale basata su attività indaga su come cambiano le connessioni tra le regioni del cervello quando gli individui si impegnano in compiti specifici o processi cognitivi. Questo approccio aiuta i ricercatori a comprendere le interazioni dinamiche tra diverse aree del cervello mentre eseguono funzioni come il recupero della memoria, l'elaborazione del linguaggio o il controllo motorio.

### Connettività effettiva
Per connettività effettiva (o causale) del cervello,  si riferisce alle relazioni causali tra diverse regioni cerebrali e come queste influenzino l'attività cerebrale. Questo tipo di connettività si concentra sulla direzione delle influenze tra diverse regioni del cervello, rivelando quali regioni sono responsabili dell'innesco di attività in altre regioni.
Essa costituisce il tipo di connettività con interesse maggiore correntemente in quanto non esistono ancora metodi definitivi per misurarla. Inoltre, sono presenti diversi disaccordi e discussioni in quanto spesso tale connettività potrebbe includere correlazioni temporali che non sono espressamente segno di causalità.

## Tecniche per studiare la connettività cerebrale
Una vasta gamma di tecniche viene impiegata per studiare la connettività cerebrale, a seconda che i ricercatori stiano esaminando la connettività strutturale o funzionale: 
- Diffusion Tensor Imaging (DTI): utilizzato per mappare i tratti di sostanza bianca.
- Functional Magnetic Resonance Imaging (fMRI): un metodo comune per studiare sia lo stato di riposo che la connettività funzionale basata su compiti.
- Elettroencefalografia (EEG): misura l'attività elettrica nel cervello.
- Magnetoencefalografia (MEG): registra i campi magnetici del cervello.
- Tomografia ad emissione di positroni (PET): traccia la distribuzione dei radiotraccianti nel cervello.
- Neural Tracing: Tecniche invasive per tracciare le connessioni neurali a livello cellulare.[9]

## Utilizzo di reti complesse
Una rete è una rappresentazione matematica di un sistema complesso del mondo reale ed è definita da una raccolta di nodi (vertici) e collegamenti (bordi) tra coppie di nodi. Formalmente, rappresentiamo la connettività strutturale con un grafo binario diretto G = ⟨N, L⟩, costituito da l'insieme di N  nodi (regioni cerebrali) e L, l'insieme dei collegamenti diretti l (bordi,  connessioni) tra coppie di regioni cerebrali.
Nella connettività cerebrale, consideriamo questo grafico come una rappresentazione matematica o informatica del cervello.
Una volta che un cervello è rappresentato come una matrice di connettività, possiamo applicare tutte le conoscenze che abbiamo nella teoria dei grafi. Ciò include misure di piccole parole, segregazione e integrazione.
Un articolo di revisione completo esamina gli studi che studiano reti cerebrali complesse utilizzando diverse modalità sperimentali. Gli autori esplorano la ricerca condotta su reti cerebrali sia strutturali che funzionali, sottolineando l'importanza di considerare diverse modalità nella comprensione dell'organizzazione della rete cerebrale.

## Connettività cerebrale e funzioni cognitive
Comprendere la connettività cerebrale è fondamentale per svelare le basi neurali di varie funzioni cognitive, tra cui percezione, memoria, linguaggio e processo decisionale. La ricerca in questo campo ha dimostrato che diversi processi cognitivi si basano su modelli distinti di connettività tra le regioni del cervello. Per esempio: 
- La memoria coinvolge il coordinamento dell'ippocampo, della corteccia prefrontale e di altre strutture.
- L'elaborazione del linguaggio è associata all'area di Broca e all'area di Wernicke.[13]
- Il processo decisionale si basa sull'interazione tra la corteccia prefrontale e il sistema limbico.

## Rilevanza clinica
La connettività cerebrale è strumentale nello studio dei disturbi neurologici e psichiatrici. I ricercatori hanno identificato modelli di connettività alterati in varie condizioni, tra cui: 
- Malattia di Alzheimer: si osservano interruzioni nella connettività sia strutturale che funzionale.[14][15]
- Schizofrenia: la connettività compromessa tra le diverse regioni del cervello è associata ai sintomi.
- Disturbo dello spettro autistico: i modelli di connettività atipici contribuiscono alle difficoltà sociali e di comunicazione.

Comprendere queste interruzioni nella connettività può aiutare nella diagnosi precoce, nella prognosi e nello sviluppo di interventi terapeutici.

## Storia
L'idea che esistono network che connettono gruppi di neuroni risale ai tempi di Santiago Ramón y Cajal in tardo 1800. Ma la definizione di connettoma è molto più recente. Nel 2005, Olaf Sporns dell'Università dell'Indiana e Patric Hagmann dell'Ospedale universitario di Losanna suggerirono indipendentemente e simultaneamente il termine "connettoma" per riferirsi a una mappa delle connessioni neurali all'interno del cervello. I due autori sono considerati tra i pionieri dell'approccio. Sebbene il concetto sia stato divlgato maggiormente tra il pubblico non scientifico da Sebastian Seung tramite un TED talk ed un libro nel 2012. 
L'esponente di spicco correntemente della connettività cerebrale è il professore Danielle Bassett dell'università della Pennsylvania. Professor Bassett si interessa principalmente di come il connettoma cambia nel tempo, specie dal punto di vista dell'infanzia e adolescenziale, sebbene le tecniche usate vengano spesso dal mondo della fisica e teoria dei controlli.
La storia della connettività effettiva ha invece un percorso più tormentato. Ancor prima dell'introduzione del termine connettoma, Karl J. Friston dell'University college of London, introdusse nel 2003 la modellazione causale dinamica per spiegare interazioni causali fra specifiche aree del cervello. Critiche alla limitatezza di tale modello emersero in quanto tale modello poteva soltanto testare causalità tra aree predefinite nel cervello non permettendo la scoperta di nuove interazioni. Per rispondere a tali critiche diversi autori applicarono modelli autoregressivi a tutto il
cervello. Un articolo seminale in questo contesto fu scritto da Daniele Marinazzo dell'Università di Gand nel 2008, mentre nel 2021 Alessandro Crimi del Università della scienza e della tecnologia di Cracovia propose come connettività effettiva di combinare la connettività funzionale vincolandola a quella strutturale. Nonostante queste evoluzioni, critiche a tutti gli approcci proposti rimangono, in quanto correntemente non sia possibile eliminare falsi positivi di causalità generati da correlazioni temporali